# Castillo (Repubblica Dominicana)
Castillo è un comune della Repubblica Dominicana di 22.308 abitanti, situato nella Provincia di Duarte.